# Tourcoing

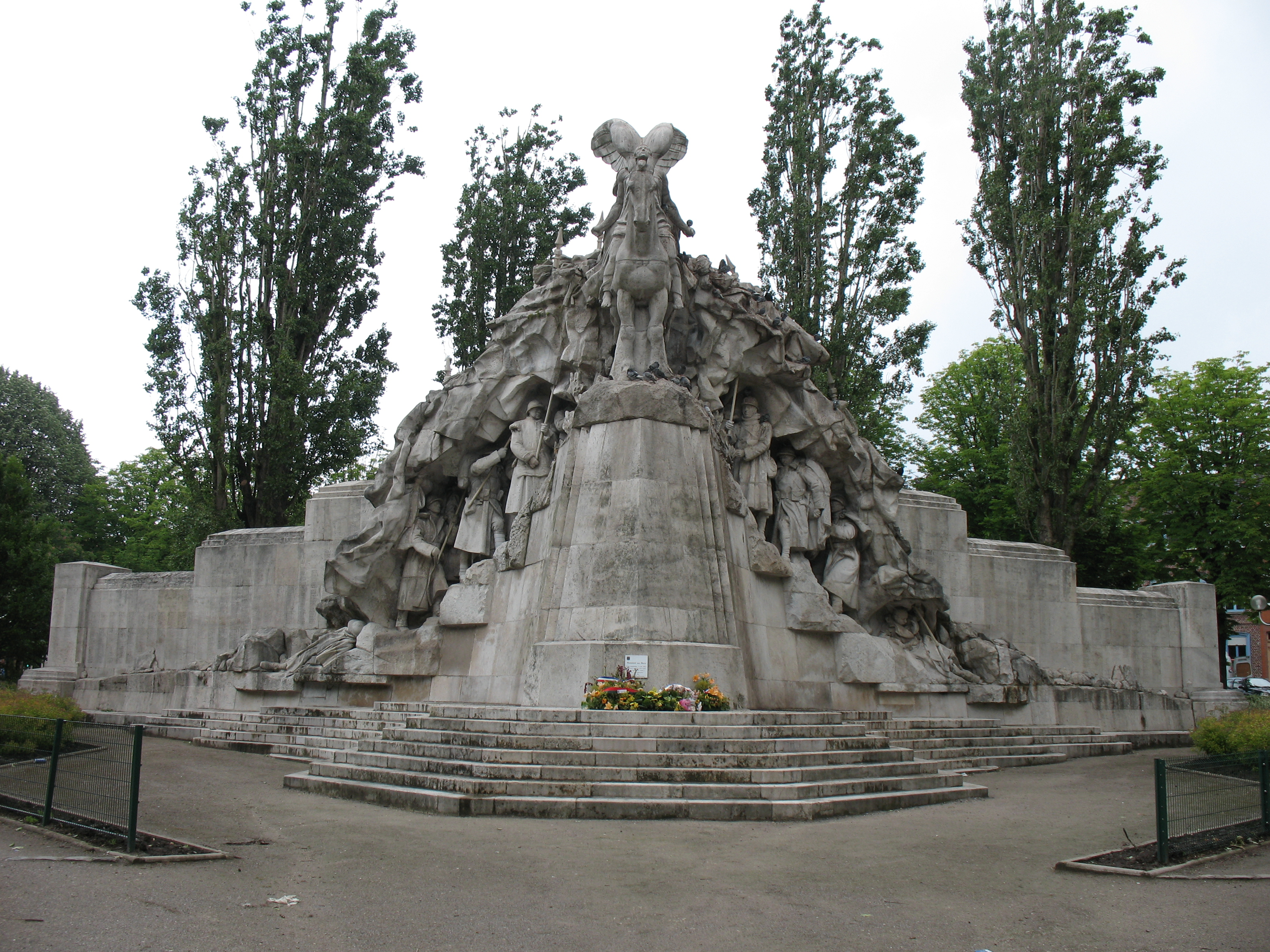
A Place de la Victoire.

Tourcoing (Toerkonje em neerlandês) é uma cidade e comuna do norte da França, no departamento do Norte, próximo às cidades de Lille e Roubaix e da fronteira com a Bélgica. Sua população em 2020 era de 99.165 habitantes.

## Toponímia
- Provem de um nome de pessoa de origem germânica: Trucoinus.
- A primeira menção de Torcoin = Tourcoing em um documento oficial remonta a 1080 : é uma escritura de doação da abadia de Harelbecque, que tem por testemunha um certo Saswalus de Turconium[2].
- Torcoin (1080), Torchum (1146), Torcoing (1165), Torcoum (século XII), Turcoing (1801).
- Toerkonje em flamengo, Torkonje em neerlandês[3].

## Pontos turísticos
- Igreja de São Cristóvão (séculos XV-XVI), considerada uma das mais belas construções em estilo neo-gótico do departamento do Nord. Em pedra e tijolo, possui uma torre de 80 m de altura, com mais de 80 sinos.
- Hospice de Havre, fundado em 1260. O claustro e a capela datam do século XVII.
- Hôtel de ville (1885), em estilo Napoleão III.

## Cultura e patrimônio

### Filhos notáveis
- Brigitte Fossey, atriz
- Brigitte Lahaie, atriz
- Joseph-Charles Lefèbvre, bispo de Bourges, cardeal, primo de Marcel Lefebvre
- Marcel Lefebvre, padre missionário e posteriormente arcebispo de Tulle, fundador da Fraternidade Sacerdotal São Pio X e primo de Joseph-Charles cardeal Lefebvre.
- Albert Roussel, compositor

### Cidades irmãs
- Berlim, Alemanha
- Biella, Itália
- Bottrop, Alemanha
- Guimarães, Portugal
- Jastrzebie Zdroj, Polônia
- Mouscron, Bélgica
- Mühlhausen, Alemanha
- Rochdale, Reino Unido